# Естонија на Светском првенству у атлетици у дворани 2012.
Естонија је учествовала на Светском првенству у атлетици у дворани 2012. одржаном у Истанбулу од 9. до 11. марта једанаести пут, односно учествовала је под данашњим именом на свим првенствима од 1993. до данас. Репрезентацију Естоније представљала су два такмичара (1 мушкарац и 1 жена), који су се такмичили у две дисциплине.
Естонија није освојила ниједну медаљу али је Мик Пахапил остварио два лична рекорда сезоне.

## Учесници
| Мушкарци: - Мик Пахапил — Седмобој | Жене: - Ана Иљуштшенко — Скок увис |  |

## Резултати

### Мушкарци
Седмобој
| Дисциплина   | Мик Пахапил | Мик Пахапил | Мик Пахапил | Мик Пахапил | Мик Пахапил | Мик Пахапил |
| Дисциплина   | Лич. рек.   | Резултат    | Бод.        | Плас.       | Укупно      | Плас.       |
| ------------ | ----------- | ----------- | ----------- | ----------- | ----------- | ----------- |
| 60 м         | 7,09        | 7,27 ЛРС    | 789         | 7           |             |             |
| Скок удаљ    | 7,97        | 6,74        | 753         | 7           | 1.542       | 8           |
| Бацање кугле | 15,73       | 14,54       | 761         | 4           | 2.365       | 7           |
| Скок увис    | 2,12        | 1,94 ЛРС    | 749         | 8           | 3.052       | 8           |
| 60 м препоне | 8,03        | НЗ          | 0           | 8           | 3.052       | 8           |
| Скок мотком  | 5,10        | НС          |             |             |             |             |
| 1.000 м      | 2:45,69     | НС          |             |             |             |             |
| Седмобој     | 6.362       |             |             |             | НЗ          |             |

### Жене
| Атлетичарка    | Дисциплина | Лични рекорд | Квалификације | Квалификације | Финале                | Финале       | Детаљи |
| Атлетичарка    | Дисциплина | Лични рекорд | Резултат      | Место         | Резултат              | Место        | Детаљи |
| -------------- | ---------- | ------------ | ------------- | ------------- | --------------------- | ------------ | ------ |
| Ана Иљуштшенко | Скок увис  | 1,93 НР      | 1,88          | 12            | Није се квалификовала | 12 / 18 (21) |        |